# 藤原顕家
藤原 顕家（ふじわら の あきいえ、旧字体：藤󠄁原 顯家）は、平安時代後期から鎌倉時代初期にかけての公卿・歌人。従三位・藤原重家の次男。九条を号す。

## 経歴
永万元年（1165年）六位蔵人に補され、同年従五位下に叙爵する。永万2年（1166年）に尾張権守に任ず。
嘉応3年（1171年）民部権少輔、承安2年（1172年）少納言となり、承安4年（1174年）従五位上に叙される。三河守・右近衛少将を歴任した後、安元3年（1177年）正五位下次いで従四位下に進む。
しかし、治承3年（1179年）11月17日、平清盛によって治承三年の政変が勃発すると顕家は官職を解かれた。その後、寿永元年（1182年）従四位上・右近衛少将に叙任されて還任し、寿永2年12月（1184年2月）に正四位下に陞叙。元暦2年（1185年）には能登守を兼任した。元暦4年（1187年）左京大夫に遷る。
建仁元年12月（1202年1月）従三位に叙され公卿に列す。承元2年（1208年）に正三位に叙されるが、建保3年（1215年）8月に63歳で出家するまで13年間官職に就く事はなかった。その後の消息は不明。
『千載和歌集』以下の勅撰和歌集に7首が入集している。

## 官歴
※以下、『公卿補任』の記載に従う。
- 永万元年（1165年）6月25日：六位蔵人に補す。元皇嘉門院判代官。8月22日：従五位下に叙爵。
- 永万2年（1166年）正月12日：尾張権守に任ず。
- 嘉応3年（1171年）正月18日：民部権少輔に任ず。
- 承安2年（1172年）10月26日：少納言に任ず。
- 承安4年（1174年）正月5日：従五位上に叙す。
- 安元2年（1176年）：三河守を兼ぬ。12月：右近衛少将に任ず。守如元。
- 安元3年（1177年）正月24日[1]：正五位下に叙す（中宮御給）。11月15日：従四位下に叙す（行幸閑院賞）。11月16日：還昇。
- 治承3年（1179年）11月17日：解両官。
- 寿永元年（1182年）正月7日：右近衛少将に還任す。11月23日：従四位上に叙す。
- 寿永2年12月19日（1184年2月2日）：正四位下に叙す。
- 元暦2年（1185年）6月10日：能登守を兼ぬ。
- 元暦4年（1187年）10月14日：左京大夫に遷る。
- 建久元年（1190年）6月19日：七條院の殿上人に任ず[2]。
- 建仁元年12月26日（1202年1月21日）：従三位に叙す。左京大夫を辞す。
- 承元2年（1208年）正月7日：正三位に叙す。
- 建保3年（1215年）8月16日：出家。年63。

## 系譜
- 父：藤原重家
- 母：藤原家成の娘
- 妻：源師兼の娘・院女房新大夫局
  - 男子：藤原知家（1182-1258）
- 妻：不詳（生母不明）
  - 男子：藤原清家
  - 次男：藤原顕氏（1207-1274）
  - 男子：藤原重継
  - 男子：尊家